# Karl-Gottfried Nordmann
Karl-Gottfried Nordmann, född den 22 november 1915 i Giessen, död den 22 juli 1982 i Greenwich, Connecticut, var en tysk militär och stridspilot i Luftwaffe under andra världskriget. Under krigsåren tjänstgjorde han huvudsakligen på östfronten där han sägs ha deltagit i över 800 jaktstridsflygningar, för vilket han belönades med Riddarkorset av Järnkorset. Efter krigsslutet flyttade Nordmann till USA, där han arbetade för Mercedes-Benz.

## Biografi

### Ungdom
Nordmann föddes den 22 november 1915 i staden Giessen i det dåvarande Kejsardömet Tyskland. Efter att ha avslutat sin utbildning tog han den 6 april 1936 värvning som Officersaspirant vid det nybildade flygvapnet. Efter två års tjänstetid befordrades Nordmann till Fänrik och tilldelades en post vid Jagdfliegerschule I Werneuchen, där han bland annat tjänstgjorde under flygarässet Theodor Osterkamp. I juli samma år skickades han vidare till Jagdgeschwader 51, i vilken han till en början tjänade som stabsofficer.

### Andra världskriget
Vid Andra världskrigets utbrott i september 1939 deltog Normann i de första luftstriderna under fälttåget mot Polen, då han sköt ner sitt första fiendeplan och belönades med järnkorset av andra klassen. Året därpå fyllde Nordmann en liknande roll under slagen om Frankrike och Storbritannien, och den 1 mars 1940 utnämndes han till befälhavare för sitt flygförband, samt en månad senare till Löjtnant. I juni 1941 överfördes han till tysk/ryska gränsen för att delta i det kommande fälttåget mot Sovjetunionen. Under Operation Barbarossa utmärkte sig Nordmann till den grad att han den 1 augusti tilldelades Riddarkorset av Järnkorset personligen av Adolf Hitler.
Den 10 april året därpå blev han återigen befordrad, först till Kapten, och kort därefter till major. Strax efteråt hamnade Nordmann i en flygolycka och fick en svår skallfraktur. Trots sina skador han var dock tillbaka i tjänst tämligen fort. Den 17 januari 1943 var Nordmann inblandad i ännu en olycka, då hans flygplan krockade med ett annat. Kort därefter flyttades han från fronten och gavs befälet för Luftwaffe-styrkorna i Ostpreussen, samt utnämndes den 1 augusti till Överstelöjtnant. Den 30 januari 1945 befordrades Nordmann till överste, och tog befälet över 1. Jagd-Division, en post han behöll fram till krigsslutet.

### Efterkrigstiden
Efter Nazitysklands kapitulation i maj 1945 begärde Nordmann avsked och flyttade till USA, där han slog sig ner i Greenwich i Connecticut. Fem år senare fann han anställning vid Mercedes-Benz, först inom företagets försäljningsavdelning och senare som ansvarig för internationella tjänster. I januari 1971 befordrades han åter, denna gång till företagsledare för hela den nordamerikanska verksamheten. Efter att ha hållit samma post inom företaget i tio år pensionerades Nordmann, han avled den 22 juli 1982, 66 år gammal.

## Befordringshistorik
| Datum             | Tjänstegrad      |
| ----------------- | ---------------- |
| 6 april 1936      | Officersaspirant |
| 1 januari 1938    | Fänrik           |
| 1 april 1940      | Löjtnant         |
| 19 september 1941 | Kapten           |
| 18 juni 1942      | Major            |
| 1 augusti 1943    | Överstelöjtnant  |
| 30 januari 1945   | Överste          |

## Utmärkelser
Karl-Gottfried Nordmanns utmärkelser
- Järnkorset (1939)
  - Andra klassen: 8 oktober 1939
  - Första klassen: 5 januari 1940
- Luftwaffes hederspokal: 28 juli 1941
- Frontflygarspännet
- Riddarkorset av Järnkorset med eklöv
  - Riddarkorset: 1 augusti 1941
  - Eklöv: 16 september 1941
- Omnämnd i Wehrmachtbericht: 4 maj 1944

## Bilder

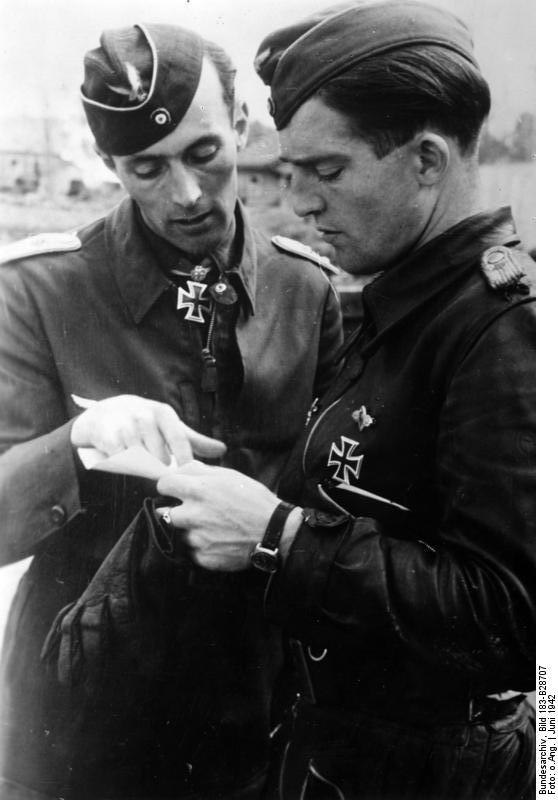
Nordmann (till vänster) vid fronten i Ryssland 1942.
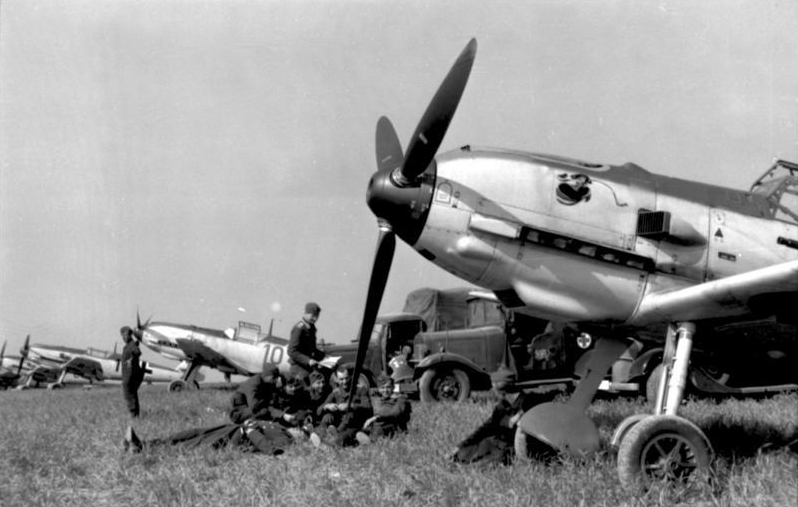
Jagdgeschwader 51 i Frankrike under Slaget om Storbritannien, i augusti 1940.
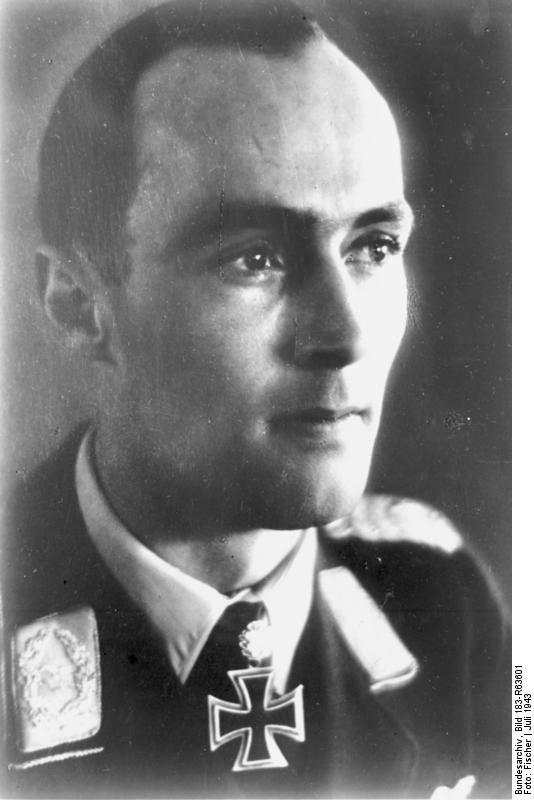
Nordmann i juli 1943.